# Multilingüismo social

Placa trilingüe (tamil, inglés e hindi) en la estación de ferrocarriles de Tirusulam en India Meridional.

El multilingüismo social o plurilingüismo social es el hecho de que en una comunidad humana se use más de una lengua; en particular se habla de bilingüismo social cuando el número de lenguas es dos. Es un tema central en la sociología del lenguaje.
El multilingüismo social puede estar relacionado con el multilingüismo individual, ya que cuando en una sociedad se hablan varias lenguas es habitual que muchos individuos en esa sociedad hablen esas lenguas o parte de ellas. Sin embargo, es perfectamente posible que haya multilingüismo social con poco multilingüismo individual, y al revés, que haya mucho multilingüismo individual en una sociedad sin multilingüismo social.
El multilingüismo social es percibido, por los que lo defienden, como una solución al problema de la desaparición de numerosas lenguas. Este problema amenaza la diversidad cultural del mundo, ya que una lengua puede verse como una manera diferente de ver, comprender, clasificar y establecer relaciones entre las cosas. Se calcula que un 80 % de las lenguas están en amenaza de extinción y que podrían desaparecer en unos 50 años.

## Dificultad de aplicación en la Unión Europea
Existe una política oficial del multilingüismo en la Unión Europea. Sin embargo, algunos de los resultados de esta política no están hoy a la altura de lo esperado, ya que ha dado lugar al predominio de la lengua más globalizante, el inglés. Este fenómeno se conoce en la teoría de los juegos bajo el término de «maximin».
Esta actitud, previsible, contribuyó a hacer progresar la influencia del inglés a nivel mundial. Irónicamente, el liberalismo europeo sobre todo beneficia a los intereses comerciales de Estados Unidos de América, permitiéndoles exportar sus canciones, sus películas y sus libros, a costa de las lenguas nacionales y regionales de Europa, y también a costa de la riqueza del patrimonio cultural europeo.
Para dar cuenta de los procesos de dinámica de las lenguas, se puede sin embargo recurrir a un modelo simple y eficaz que combina dos fuerzas («la utilidad» y el «maximin»). Este modelo predice, en el contexto europeo actual, una convergencia acelerada hacia una hegemonía lingüística ejercida por el inglés. Tal evolución, sin embargo, resulta ineficaz en términos de asignación de los recursos, injusta en términos de distribución de los mismos, peligrosa para la diversidad lingüística y cultural, y preocupante en cuanto a sus implicaciones geopolíticas. Es pues necesario examinar alternativas a tal situación.
El informe Grin analiza esta cuestión.

## Lenguas indígenas y multilingüismo
Para la lingüista Zarina Estrada Fernández, de la Universidad de Sonora, la preservación y vinculación de las lenguas indígenas en un entorno de multilingüismo es posible, ya que el multilingüismo siempre ha existido, y el poder económico y político de ciertas regiones es el que le da dominio a una lengua sobre otra.

México por naturaleza ha sido históricamente multicultural y multilingüista; incluso, antes de la llegada de los españoles ya había infinidad de pueblos, muchos de ellos ya extintos, que convivían en este territorio y que no tuvimos la oportunidad de conocer realmente su situación y su riqueza multicultural y multilingüe.

El español se nutrió al mezclarse con los pueblos de la Conquista. Porque los primeros españoles llegan al Caribe y ahí pasan de inmediato muchas palabras, por ejemplo, canoa y cacatúa, vocablos que luego llevan a otras regiones del mundo y las absorben de inmediato. Después los frailes, que escribían las gramáticas de la lengua, no se daban cuenta de que ya no eran realmente palabras que procedían del español, sino que procedían de lenguas indígenas ya americanas; ese fue un proceso de evolución, y esto es natural en toda la historia de la humanidad y en toda la historia de las lenguas.

La mayoría de los indígenas de México tiene la riqueza de conocer al menos dos lenguas distintas, la materna y el español, además de otras lenguas o variantes de su región y, en el caso de algunos migrantes, el inglés. La población indígena mexicana, eminentemente rural, ha estado inmersa en la dinámica de migración que ha caracterizado al campo en las últimas décadas. Muchos de sus idiomas son hablados en diversas partes del territorio nacional y de los Estados Unidos.

## Lengua construida
Una alternativa a los problemas derivados del multilingüismo social puede ser el uso de una lengua construida. Las motivaciones que impulsan el surgimiento de estas lenguas no naturales son básicamente dos:
- Racionalizar la comunicación humana mediante lenguas perfeccionadas en aspectos donde las lenguas naturales son ambiguas, plagadas de excepciones, desacordes con la lógica, irregulares, etc. Tras este objetivo están ideolenguas como el lojban, estructurado sobre la lógica de predicados. Dentro de esta racionalización también se inscribe la búsqueda de lenguas auxiliares aptas para la comunicación internacional, como es el caso del esperanto, y de interlingua. Algunas veces también se persigue la neutralidad cultural de las lenguas auxiliares, como es el caso del mencionado lojban.
- Motivos estéticos, artísticos o lúdicos.

## Multilingüismo en computación

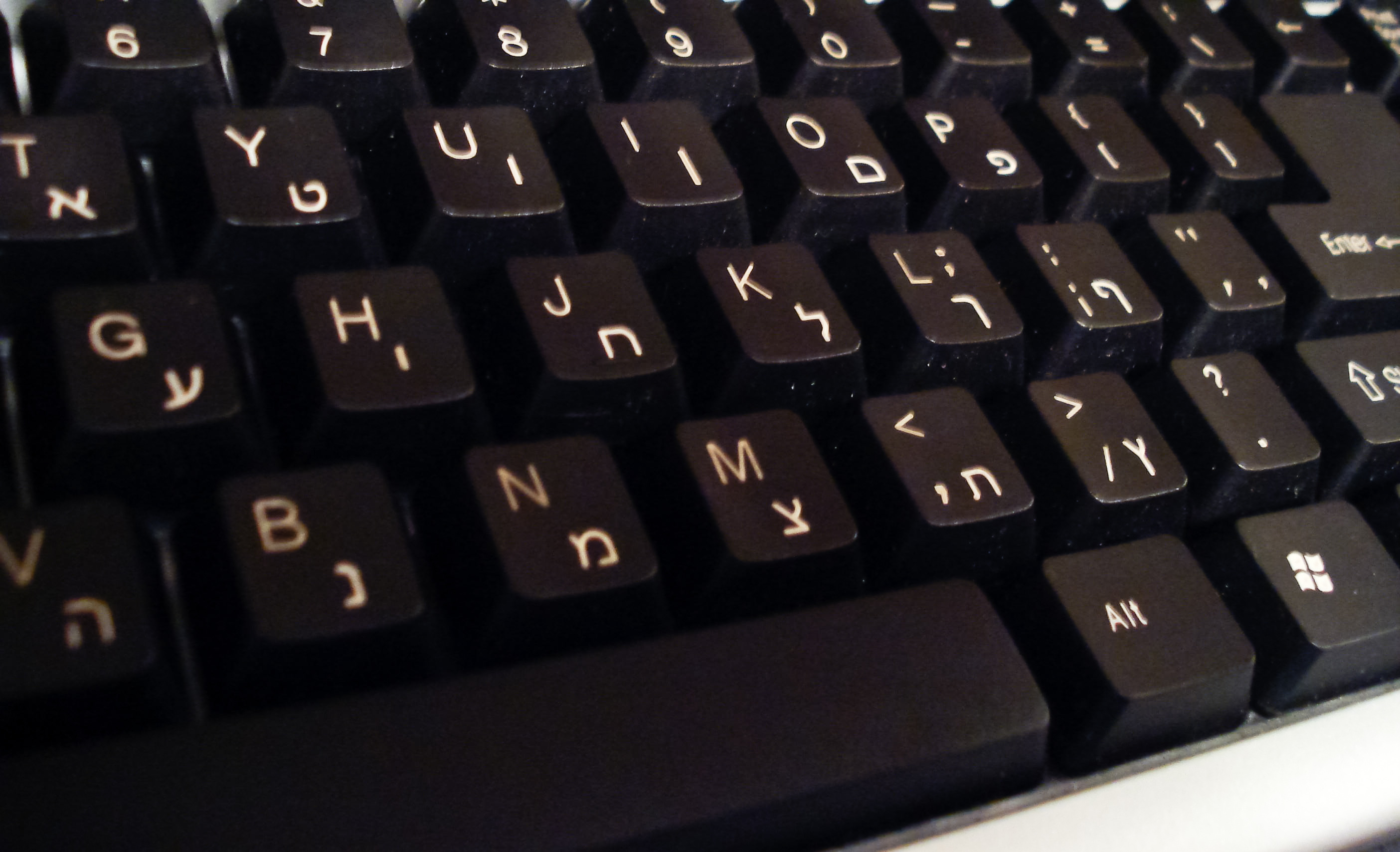
Teclado bilingüe en inglés y hebreo.

Con los mercados emergentes y la expansión de cooperación internacional, los usuarios de negocios esperan poder utilizar software y aplicaciones en su lengua nativa. El multilingüismo (o «m17n», donde «17» se refiere a las 17 letras omitidas) de los sistemas de computación puede ser considerado parte del continuo entre internacionalización y localización:
- Un sistema localizado ha sido adaptado o convertido para una localidad particular (distinta de donde se desarrolló), incluyendo la lengua de la interfaz de usuario, entrada y visualización, así como atributos tales como visualización de tiempo/fecha y moneda; pero cada instancia del sistema solo da soporte a una sola localidad.
- El software multilingüe da soporte a múltiples lenguas para visualización y entrada de forma simultánea, pero generalmente posee un único lenguaje de interfaz de usuario. El soporte para otros atributos locales tales como formatos de tiempo, fecha, número y moneda pueden variar conforme el sistema se mueve hacia su total internacionalización. Generalmente, un sistema multilingüe tiene como fin ser utilizado en una localidad específica, permitiendo al mismo tiempo el contenido multilingüe.
- Un sistema internacionalizado está equipado para su uso en un rando de lugares, permitiendo la coexistencia de varias lenguas y tipos de escritura en sus interfaces y visualizaciones. En particular, un sistema puede no ser considerado internacionalizado en el término estricto a menos que el lenguaje de la interfaz pueda ser personalizado por el usuario en tiempo real.

La traducción de la interfaz de usuario usualmente forma parte del proceso de localización de software, el cual también incluye adaptaciones tales como conversión de unidades y de fechas. Muchas aplicaciones de software están disponibles en varias lenguas, que van desde unas pocas (las lenguas más habladas) a docenas en el caso de las aplicaciones más populares. Debido al estatus del inglés en la computación, el desarrollo de software casi siempre lo utiliza, con la consecuencia de que casi todo el software comercial está disponible inicialmente en su versión en inglés, y sus versiones multilingües, de existir, pueden ser producidas como opciones alternativas basadas en la versión en inglés.

## Gestión de las lenguas
En realidad, si el inglés es la lengua más hablada por todo el mundo hoy, es más bien porque la gestión de las lenguas verdaderamente no está garantizada sobre la web. El ICANN y la lengua inglesa ejercen una hegemonía en Internet.
Existen otras lenguas en clara expansión. Este es el caso del idioma español. Fuentes oficiales académicas sostienen que para el año 2030 el español será el segundo idioma más hablado del mundo, detrás del chino mandarín, y para el 2045 se prevé que llegue a ser el primero.
Existen métodos, basados en el empleo de comunidades de interés, de normas de metadatos, y de servicios, que permiten adaptarse a la diversidad de las lenguas empleadas en Europa y en el mundo. La lengua es un parámetro que podría administrarse mejor, para que las lenguas de balizaje frecuentemente empleadas sobre la web accedan más eficazmente a los recursos informáticos empleados en el mundo en distintas lenguas.